# Parque Massairo Okamura
O Parque Massairo Okamura é um parque estadual, localizado na Avenida Historiador Rubens de Mendonça em Cuiabá, situa-se em área de proteção ambiental, tendo em seus limites nascentes que constituem a cabeceira do córrego do Barbado, tributário do Rio Cuiabá. Por isso foram evitadas quaisquer intervenções nas suas proximidades sendo mantida a cobertura vegetal nativa. 
A área urbanizada do Parque, destinada ao lazer, é composta por cerca de 2Km de trilhas, sanitários públicos, e centro para educação ambiental. Abriga também: passagem de água, mirante, espelho d´água e a praça "Boé Bororo", instalações administrativas e um palco para atividades comunitárias. 
Especial  para a praça "Nações Indígenas", que remete ao desenho de uma aldeia bororo e foi concebida com a preocupação de preservar a memória dos povos indígenas de Mato Grosso. Seu formato, imitando a aldeia, é uma homenagem ao povo que habitou a região de Cuiabá até a chegada do homem branco.